# Philodromus jimredneri
Espèce
Philodromus jimredneri est une espèce d'araignées aranéomorphes de la famille des Philodromidae.

## Distribution
Cette espèce est endémique de Basse-Californie du Sud au Mexique,. Elle se rencontre vers El Comitán.

## Description
Les mâles mesurent de 2,72 à 3,25 mm et la femelle 3,67 mm.

## Étymologie
Cette espèce est nommée en l'honneur de James H. Redner.

## Publication originale
- Jiménez, 1989 : Nuevas especies del género Philodromus (Araneae, Philodromidae) de la región del Cabo, B.C.S., México. Journal of Arachnology, vol. 17, no 3, p. 257-262 (texte intégral).